# Jordi Alba
Jordi Alba Ramos (L’Hospitalet de Llobregat, Spanyolország, 1989. március 21. –) katalán nemzetiségű spanyol válogatott profi labdarúgó, az amerikai Inter Miami hátvédje. Kivételes futógyorsaság, nagy munkabírás és kiegyensúlyozott teljesítmény jellemzi.

## Pályafutása

### Valencia
Pályafutását az FC Barcelona ifjúsági akadémiáján kezdte, de miután túl kicsinek találták, elhagyta a klubot.
Ezután a szintén katalán UE Cornellà csapatához került, ahonnan mindössze egy szezon után 2007-ben, 6000 euró ellenében a Valencia igazolta le. Ezután a második ligás Gimnástic csapatánál szerepelt kölcsönben.
Miután visszatért, 2009. szeptember 13-án egy Real Valladolid elleni 4–2-re megnyert mérkőzésen debütált a La Ligaban. Még ebben az évben bemutatkozhatott az európai kupaporondon, az Európa-liga csoportkörben a Lille OSC és az SK Slavia Praha ellen.
A folyamatos sérülések miatt a 2009–10-es szezonban főként a védelem bal oldalán számított rá Unai Emery vezetőedző, összességében pedig jó teljesítményt nyújtott ebben a szerepkörben. 2010. április 11-én megszerezte első gólját a klub színeiben egy RCD Mallorca elleni találkozón.
A 2010–11-es évben is szinte kizárólag a védelmi szektorban kapott helyen, ahol meg kellett küzdenie a francia Jérémy Mathieuvel.
A következő szezon végéig Emery gyakran egyszerre használta a játékost a Valencia bal oldalán, ami – tekintve a két játékos támadó és védekező játékát – hatalmas stratégiai fegyvere volt a csapatnak.

### Barcelona
2012. július 28-án egy 5 évre szóló szerződést kötött nevelőegyesületével 14 millió euró ellenében. Új csapatában a válogatottban is viselt 18-as mezszámot kapta meg. Hivatalosan augusztus 19-én debütált a Real Sociedad elleni 5–1-re megnyert hazai mérkőzésen, és a teljes 90 percet végig játszotta. 2012. október 20-án szerezte első gólját a csapat színeiben a Deportivo La Coruña ellen 5–4-re megnyert mérkőzésen, ahol öngólt is vétett. A következő meccsén, hazai pályán a skót Celtic ellen a Bajnokok Ligája csoportkörében, a 93. percben talált a kapuba, így 2–1-re megnyerve a meccset.
2013. március 12-én az megszerezte ötödik gólját a szezonban, amelyet az utolsó percben rúgta a 4–0-s hazai győzelem során az olasz AC Milannak a BL-nyolcaddöntőjében, idegenben a San Siróban. Első szezonját a Barcelonánál bajnoki címmel fejezte be.
2015. június 2-án új, ötéves szerződést kötött és kivásárlási záradékát 150 millió euróra emelték fel. Négy nappal később a 2015-ös Bajnokok Ligája döntőjében kezdett, és csapata a berlini Olimpiai Stadionban 3–1-re legyőzve az olasz Juventust. Az összes sorozatot figyelembe véve 38 alkalommal lépett pályára, egy góllal. A Barcelona az évben a BL mellett megnyerte a spanyol bajnokságot és a spanyol kupát is.
2016. május 22-én megnyerte pályafutása második Király-kupáját. A Sevilla elleni döntő 97. percében, Lionel Messi átadása után gólt szerzett, így végül 2–0-ra nyertek a hosszabbításban a madridi Vicente Calderón Stadionban.
2019. március 11-én az újból hosszabbított, még további öt évvel és értékét 500 millió euróban rögzítették.
A 2019–20-as szezonban a meccsek felét kihagyta, 24-ből 12-t combizom- és izomsérülés miatt. Legjobb teljesítményét a 2020–21-es idényben érte el, amikor 5 gólt és 13 gólpasszt jegyzett minden sorozatban, miközben újra nemzeti kupát nyert az alakulattal. 2020. augusztus 14-én ő is kezdett a német Bayern München elleni, történelmi 8–2-es vereségben.
2021. augusztus 9-én bejelentették, hogy Alba a Barcelona negyedik számú csapatkapitányának, miután Lionel Messi a 2021–2022-es szezon előtt elhagyta a klubot.

#### Inter Miami
2023. július 20-án az másfél éves szerződést kötött az észak-amerikai első osztályban szereplő Inter Miami együttesével.

### A válogatottban
Képviselhette Spanyolországot a 2008-as U19-es labdarúgó Európa-bajnokságon, a 2009-es Mediterrán-játékokon, amelyet meg is nyert a csapat, valamint a 2009-es U20-as egyiptomi világbajnokságon.
A Spanyol labdarúgó-válogatottban 2011. október 11-én, egy Skócia ellen 3-1 arányban megnyert hazai összecsapáson mutatkozott be, amikor is a bal oldali védőként oroszlán részt vállalt, korábbi, valenciai csapattársa, David Silva góljában. Ennek a lenyűgöző bemutatkozásnak köszönhetően eloszlatta a kételyeket, hogy hosszú távú utódja lehet Joan Capdevilának mint a állandó balhátvéd.
Meghívót kapott Vicente del Bosque csapatába a 2012-es labdarúgó-Európa-bajnokságra, ahol minden mérkőzésen kezdőként kapott szerepet a későbbi győztes csapatban. A Franciaország elleni negyeddöntőben az ő beadását fejelte a kapuba Xabi Alonso, majd a kijevi döntőben Xavi átadása után ő maga is bevette Olaszország kapuját. A döntőt végül 4–0 arányban sikerült megnyerniük.

## Statisztikái

### Klubcsapatokban
2023. augusztus 14-én frissítve.
| Klub                   | Szezon           | Liga             | Liga  | Liga | Kupa  | Kupa | Nemzetközi Kupa | Nemzetközi Kupa | Egyéb | Egyéb | Összesen | Összesen |
| Klub                   | Szezon           | Bajnokság        | Mérk. | Gól  | Mérk. | Gól  | Mérk.           | Gól             | Mérk. | Gól   | Mérk.    | Gól      |
| ---------------------- | ---------------- | ---------------- | ----- | ---- | ----- | ---- | --------------- | --------------- | ----- | ----- | -------- | -------- |
| Cornellà               | 2006–07          | Primera Catalana | 15    | 3    | —     | —    | —               | —               | —     | —     | 15       | 3        |
| Cornellà               | Összesen         | Összesen         | 15    | 3    | —     | —    | —               | —               | —     | —     | 15       | 3        |
| Gimnàstic (kölcsönben) | 2008–09          | Segunda División | 35    | 4    | 1     | 0    | —               | —               | —     | —     | 36       | 4        |
| Gimnàstic (kölcsönben) | Összesen         | Összesen         | 35    | 4    | 1     | 0    | —               | —               | —     | —     | 36       | 4        |
| Valencia               | 2009–10          | La Liga          | 15    | 1    | 2     | 0    | 9               | 0               | —     | —     | 26       | 1        |
| Valencia               | 2010–11          | La Liga          | 27    | 2    | 4     | 0    | 3               | 0               | —     | —     | 34       | 2        |
| Valencia               | 2011–12          | La Liga          | 32    | 2    | 8     | 0    | 10              | 1               | —     | —     | 50       | 3        |
| Valencia               | Összesen         | Összesen         | 74    | 5    | 14    | 0    | 22              | 1               | —     | —     | 110      | 6        |
| Barcelona              | 2012–13          | La Liga          | 29    | 2    | 4     | 1    | 9               | 2               | 2     | 0     | 44       | 5        |
| Barcelona              | 2013–14          | La Liga          | 15    | 0    | 5     | 0    | 4               | 0               | 2     | 0     | 26       | 0        |
| Barcelona              | 2014–15          | La Liga          | 27    | 1    | 6     | 1    | 11              | 0               | —     | —     | 44       | 2        |
| Barcelona              | 2015–16          | La Liga          | 31    | 0    | 3     | 1    | 9               | 0               | 2     | 0     | 45       | 1        |
| Barcelona              | 2016–17          | La Liga          | 26    | 1    | 6     | 0    | 6               | 0               | 1     | 0     | 39       | 1        |
| Barcelona              | 2017–18          | La Liga          | 33    | 2    | 5     | 1    | 8               | 0               | 2     | 0     | 48       | 3        |
| Barcelona              | 2018–19          | La Liga          | 36    | 2    | 6     | 0    | 11              | 1               | 1     | 0     | 54       | 3        |
| Barcelona              | 2019–20          | La Liga          | 27    | 2    | 3     | 0    | 5               | 0               | 1     | 0     | 36       | 2        |
| Barcelona              | 2020–21          | La Liga          | 35    | 3    | 5     | 2    | 7               | 0               | 2     | 0     | 49       | 5        |
| Barcelona              | 2021–22          | La Liga          | 30    | 2    | 2     | 0    | 11              | 1               | 1     | 0     | 44       | 3        |
| Barcelona              | 2022–23          | La Liga          | 24    | 2    | 2     | 0    | 3               | 0               | 1     | 0     | 30       | 2        |
| Barcelona              | Összesen         | Összesen         | 313   | 17   | 47    | 6    | 84              | 4               | 15    | 0     | 459      | 27       |
| Inter Miami            | 2023             | MLS              | 7     | 1    | 1     | 0    | 5               | 1               | —     | —     | 13       | 2        |
| Inter Miami            | 2024             | MLS              | 20    | 4    | 0     | 0    | 7               | 0               | —     | —     | 27       | 4        |
| Karrier összesen       | Karrier összesen | Karrier összesen | 464   | 34   | 63    | 6    | 118             | 6               | 15    | 0     | 660      | 46       |

1. ↑  Magában foglalja a Bajnokok Ligájában és az Európa-ligában való pályára lépéseit is.
2. ↑  Magában foglalja a FIFA-klubvilágbajnokságon és a Spanyol szuperkupán való pályára lépéseit is.

### A válogatottban
2022. december 6-án frissítve.
| Nemzeti csapat | Év       | Mérkőzés | Gól |
| -------------- | -------- | -------- | --- |
| Spanyolország  | 2011     | 2        | 0   |
| Spanyolország  | 2012     | 13       | 2   |
| Spanyolország  | 2013     | 9        | 3   |
| Spanyolország  | 2014     | 9        | 0   |
| Spanyolország  | 2015     | 6        | 1   |
| Spanyolország  | 2016     | 11       | 0   |
| Spanyolország  | 2017     | 8        | 2   |
| Spanyolország  | 2018     | 9        | 0   |
| Spanyolország  | 2019     | 3        | 0   |
| Spanyolország  | 2020     | 0        | 0   |
| Spanyolország  | 2021     | 10       | 0   |
| Spanyolország  | 2022     | 11       | 1   |
| Összesen       | Összesen | 91       | 9   |

### Góljai a válogatottban
2013. június 28-án frissítve.
| #  | Dátum             | Helyszín                                 | Ellenfél         | Gól | Eredmény | Kiírás                                     |
| -- | ----------------- | ---------------------------------------- | ---------------- | --- | -------- | ------------------------------------------ |
| 1. | 2012. július 1.   | Olimpiai Stadion, Kijev, Ukrajna         | Olaszország      | 2–0 | 4–0      | 2012-es labdarúgó-Európa-bajnokság         |
| 2. | 2012. október 12. | Dynama Stadion, Minszk, Fehéroroszország | Fehéroroszország | 1–0 | 4–0      | 2014-es labdarúgó-világbajnokság-selejtező |
| 3. | 2013. június 23.  | Castelão Stadion, Fortaleza, Brazília    | Nigéria          | 1–0 | 3–0      | 2013-as konföderációs kupa                 |
| 4. | 2013. június 23.  | Castelão Stadion, Fortaleza, Brazília    | Nigéria          | 3–0 | 3–0      | 2013-as konföderációs kupa                 |

## Sikerei, díjai

### Klubcsapatokban
FC Barcelona
- La Liga győztes (5) : 2012–2013 , 2014–2015, 2015–2016, 2017–2018, 2018–2019
- Copa del Rey győztes (5) : 2014–2015, 2015–2016, 2016–2017, 2017–2018, 2020–2021
- Supercopa de España : 2013, 2016, 2018
- Bajnokok Ligája : 2014–2015
- UEFA-szuperkupa: 2015
- Klubvilágbajnokság: 2015

Inter Miami
- Leagues Cup
  - 2023

Egyéni
- MLS All-Stars: 2024

### A válogatottban
Spanyolország
- Labdarúgó-Európa-bajnokság győztes: 2012